# الدوري الهولندي الدرجة الأولى 1971–72
الدوري الهولندي الدرجة الأولى 1971–1972 هو الموسم السادس عشر من الدوري الهولندي الدرجة الأولى منذ إنشائه في عام 1956. فاز بهذا الموسم نادي هارلم.

## الفرق
يشارك 20 نادي في الدوري: النادي الذي يحتل المرتبة الأولى في هذا الدوري يتأهل مباشرة إلى الدوري الهولندي الممتاز، تأهل في هذه الدوري نادي هارلم.